# 阿克塞尔·图安泽贝
阿克塞尔·图安泽贝（Axel Tuanzebe，1997年11月14日—）是一名出身於剛果民主共和國的英國職業足球运动员，司职後衛，現效力於英超球隊般尼。他曾入選英格蘭各級青年隊，現効力剛果民主共和國。

## 球會生涯

### 青年軍生涯
杜安沙比小時隨家人從刚果民主共和国移民英國，並於曼徹斯特長大。2005年，杜安沙比加入了市內勁旅曼聯的青訓系統，並一直成為各年齡層梯隊的防線主力，更於U18時獲委任為球隊隊長，成為繼名宿後另一位於加入U18首年便戴上隊長臂章的球員，而該季這名年輕後衛憑著穩健的表現，於季後榮膺球會最佳年青球員殊榮。2015年10月，當時還未滿18歲的杜安沙比獲時任領隊提升至一隊，但沒有得到上陣機會；之後杜安沙比於U23有著出色的演出，成功吸引到時任領隊穆里尼奧的賞識，遂於2017年初主場迎戰對的足總盃第4圈賽事中讓其上陣，於68分鐘後備入替，成為其職業生涯的處子戰，並於短短上陣時間中贏得摩帥的讚賞，之後於季尾一場作客的聯賽中獲正選上陣，雖然該仗這名首次於英超亮相的小將並非擔任最擅長的中堅位置，而是出任右閘，而球隊最終亦以0-2落敗，但杜安沙比卻於整場賽事中成功箝制對方的智利球星，獲得一致好評；季尾這名小將除獲選為該季球會預備組最佳球員外，更獲球會給予一紙3年新約。

### 阿斯頓維拉
於2018年初被外借到當時身處英冠的，以得到更多一隊上陣機會，從而獲得更多更寶貴的實戰經驗，而這名小將本來亦獲得時任維拉領隊布器重及寄予厚望，可惜卻受到傷患纏身，影響到其上陣機會，結果於該次外借的半季時間內只曾為維拉上陣了5場，而球隊亦於升班附加賽中不敵富咸，未能重返英超。之後一季，杜安沙比再次被外借到阿斯頓維拉，並成為該隊的防線主力，於聯賽上陣了28場，助球隊再次殺入升班附加賽，今次球隊終於取勝，以2-1擊敗由執教的，成功重返英超，杜安沙比的表現獲得不少好評。

### 曼聯
2019–20賽季杜安沙比留在曼聯陣中，主要於盃賽中上陣，於聯賽只曾上陣了3場，當中包括主場迎戰阿仙奴一仗，出任並不擅長的左閘位置，雖然下半場一次回傳失誤致失球，令球隊被對手逼和，但其表現其實不差；只是接連的傷患，令其因此缺陣了大部份時間，基本上整個下半季都在養傷，未能為球隊上陣；直至2020–21賽季，這名年青後衛終於傷癒復出，於日前作客的賽事中，乘著中堅主力因傷沒有隨隊下，獲領隊投以信心一票，與、組成3中堅防線，結果憑著穩健及甚為專注的防守表現，多次成功瓦解對方的攻勢，助球隊作客取勝而回，其表現更贏得不少掌聲。

## 國家隊生涯
他出生于刚果民主共和国，年轻时移居英国，曾代表英格兰参加过 U19、 U20 和 U21 级别的比赛。

## 生涯數據
最後更新：2021年5月26日
| 俱樂部   | 賽季     | 聯賽     | 聯賽 | 聯賽 | 英格蘭足總盃 | 英格蘭足總盃 | 英格蘭聯賽盃 | 英格蘭聯賽盃 | 歐戰 | 歐戰 | 其他 | 其他 | 總計 | 總計 |
| 俱樂部   | 賽季     | 層級     | 出賽 | 進球 | 出賽         | 進球         | 出賽         | 進球         | 出賽 | 進球 | 出賽 | 進球 | 出賽 | 進球 |
| -------- | -------- | -------- | ---- | ---- | ------------ | ------------ | ------------ | ------------ | ---- | ---- | ---- | ---- | ---- | ---- |
| 曼聯     | 2015–16  | 英超     | 0    | 0    | 0            | 0            | 0            | 0            | 0    | 0    | —    | —    | 0    | 0    |
| 曼聯     | 2016–17  | 英超     | 4    | 0    | 1            | 0            | 0            | 0            | 0    | 0    | 0    | 0    | 5    | 0    |
| 曼聯     | 2017–18  | 英超     | 1    | 0    | 0            | 0            | 1            | 0            | 1    | 0    | 0    | 0    | 3    | 0    |
| 曼聯     | 2018–19  | 英超     | 0    | 0    | 0            | 0            | 0            | 0            | 0    | 0    | —    | —    | 0    | 0    |
| 曼聯     | 2019–20  | 英超     | 5    | 0    | 0            | 0            | 2            | 0            | 3    | 0    | —    | —    | 10   | 0    |
| 曼聯     | 2020–21  | 英超     | 9    | 0    | 1            | 0            | 1            | 0            | 8    | 0    | —    | —    | 19   | 0    |
| 曼聯     | 總計     | 總計     | 19   | 0    | 2            | 0            | 4            | 0            | 12   | 0    | 0    | 0    | 37   | 0    |
| (租借)   | 2017–18  | 英冠     | 5    | 0    | 0            | 0            | 0            | 0            | —    | —    | 0    | 0    | 5    | 0    |
| (租借)   | 2018–19  | 英冠     | 25   | 0    | 0            | 0            | 2            | 0            | —    | —    | 3    | 0    | 30   | 0    |
| (租借)   | 總計     | 總計     | 30   | 0    | 0            | 0            | 2            | 0            | —    | —    | 3    | 0    | 35   | 0    |
| 生涯總計 | 生涯總計 | 生涯總計 | 49   | 0    | 2            | 0            | 6            | 0            | 12   | 0    | 3    | 0    | 72   | 0    |

1. ↑  在出賽
2. ↑  在出賽
3. ↑  在歐冠出賽五場，歐聯出賽三場
4. ↑  在英冠附加賽出賽